# Abyssocythere
Abyssocythere is een geslacht van kreeftachtigen uit de klasse van de Ostracoda (mosselkreeftjes).

## Soorten
- Abyssocythere atlantica Benson, 1971
- Abyssocythere australis Benson, 1971
- Abyssocythere bilobata Colin, 1987 †
- Abyssocythere braziliensis Benson in Benson & Peypouquet, 1983
- Abyssocythere carpathica Pokorny, 1975 †
- Abyssocythere casca Benson, 1971
- Abyssocythere cenozoica (Benson, 1977) Whatley & Coles, 1991 †
- Abyssocythere contramaestrensis (Luebimova & Sanchez, 1974) Bold, 1981 †
- Abyssocythere diagrenona (Guernet, 1985) †
- Abyssocythere japonica Benson, 1971
- Abyssocythere pannucea Benson, 1971
- Abyssocythere paratrinidadensis Boomer, 1999 †
- Abyssocythere regalis Zhao (Yi-Chun) (Quan-Hong) in Wang et al., 1988